# Bryce Canyon National Park
Bryce Canyon National Park er en nationalpark i den sydvestlige Utah i USA. Inden for parkens område ligger Bryce Canyon, som er et stort, "amfiteater" dannet ved erosion langs den østlige side af Paunsaugunt plateauet. 
Nationalparken ligger i omkring 2.500 meters høje over havet og omfatter ca. 145 km²
De første hvide nybyggere, der slog sig ned i området omkring 1850 var mormoner. I 1875 slog Ebenezer Bryce sig ned i området, og efter ham har kløften fået sit navn. 
Nationalparken ligger ret afsides, og har derfor forholdsvis få besøgende. Godt 800.000 (2006) mod de over 4 millioner, der besøger Grand Canyon National Park og 2.5 millioner, der besøger den nærliggende Zion National Park.